# Десислава Иванчева
Десислава Иванчева е български политик. През 2016 година се включва в граждански протести срещу строителството в квартал „Младост“ в София и по-късно през същата година изненадващо е избрана за кмет на район „Младост“ срещу кандидата на доминиращата по това време в града и страната партия ГЕРБ. През 2018 година тя е демонстративно арестувана и по-късно е осъдена на 6 години затвор за получаване на подкуп.

## Биография

### Обществена дейност и влизане в политиката
Лидер е на протестите от август 2016 г., при които жителите на квартал „Младост“ излизат с искания да се спре застрояването. Протестите са под мотото „За Зелен Младост“. През 2016 г. се кандидатира като независим кандидат за кмет на район „Младост“ и печели изборите. Подкрепена е от партия „Нормална държава“ с лидер Георги Кадиев. На 17.6.2017 той оттегля подкрепата си с обвинения, че експертният потенциал на „Нормална държава“ не е използван, презастрояването продължава, а протесната вълна е била окупирана от непознати лица, които не са участвали в протеста. Той заявява „Направихме перфектна кампания за грешния човек“ и „Жeлaниeтo ми зa пpивличaнe нa гpaждaнcĸa пoдĸpeпa дoвeдe дo пpитoĸ oт „cъceди“ и „cъceдĸи“, ĸoитo липcвaxa, ĸoгaтo бeшe тpyднo, нo бяxa пъpви нa яcлaтa“. Иванчева отрича обвиненията

### Арест на Иванчева и последвало дело срещу нея

#### Показен арест и последвал процес срещу Иванчева
На 17.4.2018 прокуратурата извършва показен арест на Десислава Иванчева и заместничката ѝ Биляна Петрова – за подкуп. Иванчева е държана девет часа с белезници в центъра докато полицаите броят банкнотите една по една,. Прави впечатление, че не е използвана специална машина за броене на пари, каквато има във всички банки и с която процесът би отнел не повече от десетина минути. През това време на Иванчева и Петрова не са осигурени елементарни хигиенни условия. Когато най-накрая им дават право да отидат до тоалетна не им свалят белезниците от ръцете. Тезата на обвинението е, че са поискали подкуп от Александър Ваклин – бизнесмен близък до Герб – за да му дадат право на строеж. Сумата е 70 000 лева, от 14 000 за посредника (Петър Дюлгеров), а 56 000 за Десислава Иванчева и Биляна Петрова, за да не спират строеж в „Младост“. Според обвинението парите били белязани и дланите на Иванчева „светнали“ което доказвало, че тя е пипала парите. Впоследствие Иванчева и Б.Петрова са поставени при нечовешки условия в ареста, вкарват ги в съдебната зала с пранги в стъклено ограждение. Прави впечатление, че дори сирийците набедени за терористи не са вкарани по такъв начин в съдебната зала. Със защитата се заема адвокат Марин Марковски, които твърди, че обвинението не разполага с доказателства Тезата, че доказателствата са изфабрикувани се подкрепя от много хора, още повече че бизнесмена Ваклин е близък до средите на Герб. На 18.02.2019 Иванчева решава да съди държавата в Страстбург за нарушени човеки права. Делото минава през различни етапи, включително през изтекли записи на съда и прокуратурата, след които ЕГН-та и адресите на Иванчева и Б. Петрова стават публично достояние. На 26 май същата година (2019) Иванчева се кандидатира за евродепутат и временно се сдобива с имунитет. Успява да събере 30 310 гласа (1,55 процента), но те не са достатъчни, за да стане евродепутат. и делото е подновено. През февруари 2021 г. Иванчева се кандидатира за депутат, но не успява да влезе в Народното събрание.
През ноември 2021 г. Иванчева ражда син след инвитро процедури. През ноември 2022 г. е затворена в Сливенския затвор. На 29 юли 2025 г. вицепрезидентът на България Илияна Йотова помилва Десислава Иванчева.

#### Съдебни решения
На 08.05.2019 след като на първа инстанция е осъдена на 20 г. Иванчева се отказва от защитата на Марковски и наема нов адвокат – Николай Хаджигенов На 21.06.2021 ВКС издава решение, че тя трябва временно да бъде пусната под гаранция от 10 000 лева, но с изрична забрана да напуска страната. На 10.11.2022 ВКС окончателно решава, че Десислава Иванчева и нейната заместничка Биляна Петрова са виновни за искане и получаване на подкуп за 75 000 лева Тя е осъдена на 6 г. (а Биляна Петрова на 5), 6000 лева глоба и забрана в продължение на осем години да заема ръководна длъжност Решението не подлежи на обжалване. Същия ден Мая Манолова обявява, че ще моли президента Румен Радев за помилване. Движенията „Изправи се БГ“, Гражданско сдружение БОЕЦ и „Зелен младост“ организират протест през юни 2025, а още през 2022 г. е изпратена петиция с 4000 подписа с искане до президента за помилване.
По съдебно дело за незаконното публикуване на личните данни на Десислава Иванчева и Биляна Петрова през юни 2025 г. Върховният административен съд отсъжда, че спецправосъдието е злоупотребило с личните им права: Специализираният наказателен съд и специализираната прокуратура са извършили нарушение на закона, а проверката на нарушението от ОБСС е била формална. 

#### Съдебни искове на Иванчева срещу държавата
На 17.10.2023 Иванчева и Б.Петрова завеждат ново дело – за вреди от „жестоко и унизително отношение към тях“. Те претендират да им бъдат присъдени 100 000 лева на всяка, плюс лихвите от момента на вредите. Също така Иванчева започва да се съди със Сливенския затвор, че не са ѝ осигурявали жизненонеобходими лекарства, с цел лечение на заболяване на хипофизита.
Помилване
На 29.07.2025 г. Иванчева е помилвана от вицепрезидента Илияна Йотова. 